# Lissonota saxenai
Lissonota saxenai là một loài tò vò trong họ Ichneumonidae.